# Římskokatolická farnost Blatná
Římskokatolická farnost Blatná je územním společenstvím římských katolíků v rámci strakonického vikariátu českobudějovické diecéze. Centrem farnosti je kostel Nanebevzetí Panny Marie v Blatné, jejím administrátorem R. D. JCLic. Mgr. Rudolf Maria Hušek.

## O farnosti

### Historie
První historická zpráva o Blatné je z roku 1235 a zřejmě již tehdy zde existovala plebánie. Kostel Nanebevzetí Panny Marie byl vystavěn v letech 1290–1300 Bavorem III. ze Strakonic. V pozdější době byla místní farnost povýšena na děkanství a v letech 1785–1952 existoval samostatný blatenský vikariát.
Po zániku farnosti Lnáře 31. prosince 2019 bylo její území připojeno k farnosti Blatná.

#### Přehled duchovních správců
- 1749–1756 R.D. František Xaver Tvrdý (děkan)
- 1804–1820 R.D. Antonín Boukal (děkan)
- 1855–1875 R.D. Jindřich Hausner (děkan)
- 1877–1898 R.D. Josef Pekárek (děkan)
- 1898–1912 R.D. Václav Jíně (děkan)
- 1924–1943 R.D. Jan Hille (děkan)
- 1949–1964 R.D. Jan Mikuška (děkan)
- 1964–1970 R.D. František Veselý (děkan)
- 1971–1990 R.D. Jan Koblih (děkan)
- 1990–2012 R.D. Heřman Fritsch (děkan)
- 2012–2017 R.D. ThLic. Marcin Aleksander Piasecki (administrátor)
- od 2017 R.D. JCLic. Mgr. Rudolf Hušek (administrátor)

### Současnost
Farnost má dodnes sídelního duchovního správce, který je zároveň excurrendo administrátorem ve farnostech Černívsko, Kadov u Blatné, Sedlice a Záboří u Blatné.
| Kostel                         | Místo    | Bohoslužba                                       | Bohoslužba                    | Poznámka        |
| ------------------------------ | -------- | ------------------------------------------------ | ----------------------------- | --------------- |
| Kostel Nanebevzetí Panny Marie | Blatná   | neděle pondělí úterý středa čtvrtek pátek sobota | 08.15 18.00 08.00 18.00 08.00 | farní kostel    |
| Kostel sv. Jana Křtitele       | Paštiky  | neděle (sudý týden) pondělí (lichý týden)        | 15.00 18.00                   | filiální kostel |
| Kostel Nejsvětější Trojice     | Lnáře    | sobota (sudý týden)                              | 16.00                         | filiální kostel |
| Kostel svatého Mikuláše        | Lnáře    | neslouží se                                      | neslouží se                   | filiální kostel |
| Kostel Proměnění Páně          | Pacelice | neslouží se                                      | neslouží se                   | filiální kostel |